# اونترترال
اونترترال (به آلمانی: Untererthal) یک منطقهٔ مسکونی در آلمان است که در هاملبورگ واقع شده‌است. اونترترال ۹۷۱ نفر جمعیت دارد.